# Seznam bitev
Seznam bitev obsahuje přehled významných bitev a vojenských operací, uspořádaný abecedně podle lokality (nebo jiného výrazu) v obvyklém označení bitvy.

## A
- Bitva u Actia (31 př. n. l.)
- Bitva u Adrianopole (323)
- Bitva u Adrianopole (378)
- Bitva u Adrianopole (972)
- Bitva u Adrianopole (1205)
- Bitva u Adrianopole (1254)
- Bitva u Adrianopole (1365)
- Bitva u Adrianopole (1913)
- Bitva u Aegetských ostrovů (241 př. n. l.)
- Bitva u Aigospotamoi (405 př. n. l.)
- První bitva u El Alameinu
- Druhá bitva u El Alameinu
- Bitva o Alesii
- Bitva o Anglii
- Bitva u Ankary
- Bitva u Antiochie (1097)
- Bitva u Appomattoxu
- Bitva u Arbely (331 př. n. l.)
- Bitva v Ardenách
- Bitva o Armadu (La Manche) (1588)
- Bitva u Arrasu (1654)
- Bitva u Arrasu (1915)
- Bitva u mysu Artemision
- První bitva o Atlantik
- Druhá bitva o Atlantik
- Bitva u Azincourtu

## B
- Bitva u Badon Hill
- Bitva u Bachmače (první světová válka)
- Bitva u Balaklavy (1854)
- Bitva u Bannockburnu (války Skotů za nezávislost)
- Operace Barbarossa (velká vlastenecká válka)
- Bitva u Barnetu (války růží)
- První bitva u Beneventa (války Římanů s Řeky)
- Druhá bitva u Beneventa (války mezi gibelíny a guelfy)
- Bitva na Bílé hoře (české stavovské povstání)
- Bitva u Blore Heath (války růží)
- Bitva u Blenheimu – viz Bitva u Höchstädtu (války o dědictví španělské)
- Bitva u Borodina (napoleonské války)
- Bitva u Bosworthu (války růží)
- První bitva u Breitenfeldu (třicetiletá válka, 1631)
- Bitva u Breitenfeldu (1642)
- Bitva o Bougainville (druhá světová válka)
- Bitva o Británii (druhá světová válka)
- Brusilovova ofenzíva (první světová válka)
- Bitva u Brůdku (střetnutí mezi Říší a českými knížaty)
- První bitva u Bull Runu (americká občanská válka)
- Druhá bitva u Bull Runu (americká občanská válka)
- Bitva u Busta Gallorum (Gualdo Tadino) (552 n. l.)
- Bitva na Bzuře (druhá světová válka)

## C
- Bitva u Canburgu
- Bitva u Cannae (216 př. n. l.)
- Bitva u Caporetta
- Bitva u Coronella
- Bitva u Custozy (1848)
- Bitva u Custozy (1866)
- Bitva u Cušimy
- Bitva u Czajankových kasáren

## Č
- Bitva u Čadce
- Bitva o Český rozhlas
- Bitva u České Skalice
- Čtyřdenní bitva (1666)
- Bitva na Čudském jezeře

## D
- Bitva v Dánském průlivu (1941)
- Bitva u Dien Bien Phu
- Nájezd na Dieppe
- Bitva na řece Dijala (693 př. n. l.)
- Bitva u Diu (1509)
- Bitva u Dolních Věstonic (1619)
- Bitva u Domašova (1758)
- Bitva u Domažlic (1431)
- Bitva u Downs (1639)
- Bitva na Dukle
- Bitva u jezera Durbe (1260)
- Bitva na Dunách
- Evakuace z Dunkerque

## E
- Bitva u Edgecote Moor (války růží)

## F
- Bitva u Falkirku (1298)
- Bitva u Falklandských ostrovů
- Bitva u Farsále (48 př. n. l.)
- Bitva u Ferrybridge (války růží)
- Bitva u Fleurusu (1622)
- Bitva u Fraustadtu (1706)
- Bitva u Freiburgu (1644)
- Bitva u řeky Fej (383)

## G
- Bitva u Gallipoli
- Bitva u Gettysburgu
- Bitva na řece Gráník
- Bitva u Gross-Jägersdorfu (1757)
- Bitva u Grunwaldu (1410)
- Bitva o Ghazalu
- Bitva o Guadalcanal

## H
- Bitva u Haber (u Habrů 1422)
- Bitva u Hastingsu
- Bitva u Hattínu
- Bitva u Hedgeley Moor (války růží)
- Bitva u Helgolandu
- Bitva u Hexhamu (války růží)
- Bitva u Höchstädtu (1701)
- Bitva u Höchstädtu (1704)
- Bitva u Höchstu (1622)
- Bitva u Höchstädtu (1800)
- Bitva u Hořic (1423)
- Bitva u Hořkých jezer (925 př. n. l.)
- Bitva u Hradce Králové

## Ch
- Bitva u Chancellorsville

## I
- Bitva u Isandhlwany
- Bitva u Issu
- Bitva o Iwodžimu

## J
- Bitva u Jankova
- Bitva u Jasla
- Obležení Jasné Hory
- Bitva v Jávském moři
- Bitva u Jüterbogu (1644)
- Bitva u Jutska

## K
- Bitva u Kadeše (1274 př. n. l.)
- Bitva u Kamence Podolského (1944)
- Konvoj z Kandaháru na předsunutou základnu v Uruzgánu (podzim 2008)
- Bitva na řece Kalce (1223)
- Bitva u Karkaru (853 př. n. l.)
- Bitva na Katalaunských polích (viz Battle of Chalons) (453)
- Bitva u Kolína (1757)
- Bitva o Kollaa (1939–1940)
- Bitva o Komárno (1919)
- Bitva v Korálovém moři (1942)
- Bitva na Kosově poli (1389)
- Bitva u Krasného (1812)
- Bitva u Kresčaku (1346)
- Bitva u Kressenbrunnu (1260)
- Invaze na Krétu (1941)
- Bitva na Kulikovském poli (1380)
- Bitva v Kurském oblouku (1943)
- Bitva u Kutné Hory

## L
- Bitva u Lagoscuro (1644)
- Bitva u Las Navas de Tolosa (1212)
- Bitva u Legnice (1757)
- Bitva na Lechu (955)
- Bitva u Lehnice (1241)
- Obležení Leningradu (1941–44)
- Bitva u Lepanta (1571)
- Bitva u Leuthenu (ve Slezsku 1757)
- Bitva u Lewes (1264)
- Bitva u Losecoat Field (války růží)
- Bitva u Liberce (1757)
- Bitva u Lipan (1434)
- Bitva u Lipjag (1918)
- Bitva u Lipska (1813)
- Bitva u Little Bighornu (1876)
- Bitva u Lostwithiel (1642)
- Bitva u Lovosic (1756)
- Bitva u Ludford Bridge (války růží)
- Bitva u Lutteru u Berenberge (1626)
- Bitva u Lützenu (1632)

## M
- Magdeburská svatba (1631)
- Bitva u Magenty
- Bitva u Magersfontein
- Bitva u Malešova (1424)
- Bitva u Malplaguet (1709)
- Velké obležení Malty
- Bitva u Manchurie
- Bitva v Manilském zálivu (1898)
- Bitva u Mantzikertu
- Bitva u Marathónu
- Operace Market Garden
- První bitva na Marně (1914)
- Druhá bitva na Marně (1918)
- Bitva u Marston Moor
- Bitva u Megidda (asi 1500 př. n. l.)
- Bitva u Midway
- Obléhání Milána
- Bitva u Míšně
- Bitva na řece Modder
- Bitva u Moháče (1526)
- Bitva na Moravském poli
- Bitva u Mortimers Cross (války růží)
- Bitva před Moskvou
- Bitva u jezera Muolaa
- Bitva u Mühlbergu (1547)
- Bitva u Myriokefala

## N
- Bitva u Nebovid (1422)
- Bitva u Nekměře (1419)
- Bitva u New Orleans
- Bitva na řece Němen (1920)
- Bitva u Nordlingenu (1634)
- Bitva u Nördlingenu (1645)
- vylodění v Normandii (1944)
- Bitva u Northamptonu (1460) (války růží)
- Bitva u Novary

## O
- Bitva o Okinawu (1945)
- Bitva o Orleans
- Bitva u Oudenaarde (1708)
- Osvobození Ovruče

## P
- Bitva u Platají (479 př. n. l.)
- Obléhání Plzně (1618)
- Bitva u Poitiers
- Bitva o Prahu (1648)
- Bitva o Prahu (1757)
- Bitva u Prostki (v Polsku 1656)

## Q
- Bitva o Quebec (1759)

## R
- Bitva u Rainu (1632)
- Bitva na řece Recknitz (955)
- Bitva u Rocroi (1643)
- Bitva u Rosbachu
- Bitva u Remagenu (1945)
- Boj o rozhlas
- Bitva u Rozvegova

## S
- Bitva u Salamíny (480 př. n. l.)
- Bitva u Sedanu (1870)
- Bitva u Sedanu (1940)
- Bitva u Severního mysu (1943)
- Bitva u základny Shank (2008)
- Bitva o Singapur
- Bitva u Slané (1241)
- Bitva u Sokolova
- Bitva u Solferína (1859)
- První bitva na Sommě
- Druhá bitva na Sommě
- První bitva u St Albans (války růží)
- Druhá bitva u St Albans (války růží)
- Bitva u Stalingradu (1942–1943)
- Bitva u Stoke (války růží)
- Bitva u Slavkova (1805)
- Bitva u Stadtlohnu (1623)
- Bitva u Sudoměře (1420)
- Bitva u Suchých Krut (1278)
- První bitva u Summy
- Druhá bitva u Summy
- Bitva o Suomussalmi (1939–1940)
- Bitva u Syrakus (415 př. n. l.)
- Bitva u Sadové (1866)

## Š
- Bitva u Štěrbohol (1757)

## T
- Bitva u Tagin (552)
- Bitva u Tachova (1427)
- První bitva u Taipale
- Druhá bitva u Taipale
- Bitva v oblasti Tali-Ihantala
- Bitva o Tangu
- Bitva v Teutoburském lese
- Bitva u Tewkesbury (války růží)
- Bitva u Thermopyl
- Bitva u Towtonu (války růží)
- Bitva u Trafalgaru
- Bitva u Trasimenského jezera
- Bitva Tří císařů
- Bitva u Tuttlingenu (1643)

## U
- Bitva u Ústí nad Labem (1426)
- Bitva u Uruku (2271 př. n. l.)

## V
- Bitva u Varny
- Bitva u Varšavy (1656)
- Bitva o Varšavu (VI. 1656)
- Bitva o Varšavu (VII. 1656)
- Bitva u Varšavy (1831)
- Bitva u Varšavy (1920)
- Bitva o Varšavu (1939)
- Bitva u Varšavy (1944)
- Bitva u Vilémova (1469)
- Bitva u Visu
- Bitva na Vítkově (1420)
- Bitva u Vouillé
- Bitva u Vratislavi (1757)
- Bitva u Vsetína (1644)
- Bitva pod Vyšehradem (1420)

## W
- Bitva u Wagramu (1809)
- Bitva u Wakefieldu (1460) (války růží)
- Bitva u Wantu (2008)
- Bitva u Waterloo (1815)
- Bitva u Wieslochu (1622)
- Bitva u Wimpfenu (1622)
- Bitva u Wisternitz (1619)
- Bitva u Wittstocku (1636)
- Bitva u Wogastisburgu (631/632)
- Bitva u Wounded Knee (1890)

## Y
- Bitva u Yorktownu
- První bitva u Yper
- Druhá bitva u Yper
- Třetí bitva u Yper

## Z
- Bitva u Záblatí (v Čechách 1619)
- Bitva u Zamy
- Bitva u Zborova
- Bitva u Zusmarshausenu (1648)
- Bitva u Zvole (Morava 1468)